# Casino dei Nobili
Le Casino dei Nobili est un bâtiment du XVIIIe siècle du centre historique de Pise, situé via Notari surplombant la Piazza Garibaldi et le Borgo Stretto.

## Histoire et description
La construction a incorporé quelques bâtiments préexistants, comme une tour du XIe siècle  dont une arche et un portail très bas sont encore visibles sur le côté gauche, donnant probablement autrefois sur un balcon en bois.
Le bâtiment présente aujourd'hui un portique au rez-de-chaussée caractérisé par des bossages, tandis qu'au premier étage se trouve une terrasse avec une  balustrade sur toute la façade, sur laquelle se trouve un portail flanqué de colonnes soutenant un arc en plein cintre avec des décorations en stuc et deux portails latéraux à pignon.
Au dernier étage, trois fenêtres présentaient des pignons triangulaires et semi-circulaires. Les abords du bâtiment sont caractérisés par des pierres de taille apparentes.